# Alexandre Janeu
Alexandre Janeu fou rei de Judea del 103 aC al 76 aC. El seu nom original era Jònatan.
Era fill de Joan Hircà i germà d'Aristòbul I, al qual va succeir amb 22 anys, el 103 aC, després de ser alliberat de la presó on era tancat i casar-se, en virtut de la llei jueva, amb la vídua del rei, Alexandra Salomé.
Uns mesos després el germà sobrevivent d'Alexandre es va rebel·lar i va intentar un cop d'estat però fou derrotat i mort.
Aprofitant el desordre a Síria va atacar les ciutats de Ptolemaida (Acre), Dora, i Gaza, que, juntament amb altres, s'havien declarat independents. La població de Ptolemaida, al no rebre ajut dels seus teòrics sobirans, els reis selèucides Antíoc VIII Grypos i Antíoc IX Cyzicenos, va demanar ajut a Ptolemeu IX Làtir, rei de Xipre, que va arribar amb un exèrcit de trenta mil homes. El rei d'Egipte Ptolemeu XI Alexandre II va amenaçar a Ptolemaida si acollia a Làtir, i les autoritats de la ciutat, per por, van tancar les portes al xipriota. Zoilos, tirà d'Estratonicea (que es volia fer independent), la ciutat de Dora, i Gaza, en canvi, van aliar-se amb Latir que es va establir a aquestes ciutats.
Alexandre Janeu va proposar a Ptolemeu XI un pla per desfer-se de Làtir: els jueus expulsarien l'exèrcit xipriota i a canvi Egipte els permetria conquerir Xipre. Ptolemeu XI va acceptar, però Làtir se'n va assabentar i va passar a l'ofensiva i en un ràpid avanç va arribar a Galilea i un dissabte va ocupar la vila d'Asòquia on va fer deu mil presoners, i seguidament va intentar un cop de mà contra Sèforis, al nord-oest del Tabor, que va fracassar, però es va recuperar i va vèncer decisivament als jueus a la Batalla d'Asofon, a la riba del Riu Jordà. Els xipriotes van assetjar Ptolemaida que van ocupar. Judea fou saquejada de manera intensa (103 aC). Ptolemeu XI, davant el perill que Latir avances cap a Egipte per recuperar el tron làgida, va decidir enviar un exèrcit.
El 102 aC els egipcis van auxiliar a Alexandre amb una flota i un exèrcit i finalment, i van ocupar Ptolemaida i van amenaçar Gaza. Ptolemeu Latir, en inferioritat material i numèrica, es va veure obligat a retornar a Xipre (101 aC).
Vers el 97 aC Alexandre Janeu va patir una derrota davant Teodor (fill de Zenó), governador selèucida de Gadara i Anato (al nord-est de Palestina, a l'altre costat del llac de Tiberíades), quan intentava apoderar-se d'aquestes terres.
Un temps després Alexandre va envair Celesíria i va renovar els seus atacs contra les ciutats independents. El 96 aC va atacar Gaza, defensada pel general Apol·lodot, que finalment fou assassinat per son germà Lisímac, que va deixar als jueus que ocuparen la ciutat; Alexandre la va destruir, massacrant tots els seus habitants.
Alexandre va donar suport als saduceus contra els fariseus, que eren majoritaris, i es van posar contra el rei. El 94 aC, quan en tornar a Jerusalem dirigia la pregària al tabernacle, va rebre l'hostilitat del poble, sota instigació dels fariseus. Va esclatar la revolta, a la qual es van sumar els descontents; però els disturbis foren sufocats i 6.000 rebels van morir.
L'any següent (93 aC) va fer una expedició a Aràbia i va imposar tribut a Gilead i als moabites. El 92 aC va fer una campanya contra Obodes II, successor d'Aretes com emir dels àrabs de Gaulonítis (Obedes era emir de Nabath, Moab i Galaad), i va ocupar Amato, imposant tribut als nabateus per Moab i Galaad, però va caure en una emboscada a les muntanyes de Gadara i l'exèrcit d'Alexandre va ser destruït, i ell mateix es va escapar per poc cap a Jerusalem. Els fariseus van aprofitar la derrota per fer una nova revolta popular que va triomfar i el rei va haver de fugir cap a les muntanyes. Va esclatar una guerra civil que va durar sis anys. Els rebels van rebre el suport del selèucida Demetri III Eucàros (o Filopator) (rei 95 aC-87 aC) que va enviar un exèrcit a Judea que va aniquilar les forces de Janeu a la batalla de Siquem (91 aC). El govern rebel va reconèixer la sobirania selèucida, i Janeu es va mantenir a les muntanyes amb un miler de seguidors. Però després del 89 aC Demetri III va haver de retirar les seves tropes que li mancaven en altres llocs. El govern de Judea va buscar l'ajut dels nabateus, però Janeu va comprar la seva retirada (88 aC) renunciant a Moab i Galaad. El 87 aC Janeu va passar a l'ofensiva i va assetjar els seus enemics a Bet Ome, que finalment fou ocupada. El 86 aC va obtenir dues victòries decisives; a la segona 800 caps rebels foren crucificats i les seves vídues i fills executats prèviament davant d'ells. Aquestes atrocitats li van valer el sobrenom de "el Traci". després de sis anys de lluites Alexandre va entrar un altre cop a Jerusalem i la revolta va quedar extinta en els següents mesos per la por que va imposar.
El 84 aC el rei Aretes III dels nabateus es va apoderar de Damasc i va prendre el títol de rei d'Aràbia i Damasc; el 83 aC Aretes es va enfrontar amb Janeu i el va derrotar a Hadid. Això va iniciar l'enfrontament i Janeu va fer algunes campanyes contra ciutats i fortaleses i va arribar més enllà del Jordà. El 82 aC va ocupar Dion, Esa, Gaulam, Seleuca, Barranc d'Antíoc i Gamala, ciutats amb govern hel·lenòfil però sota sobirania dels Nabateus. En aquestes lluites va contreure una malaltia.
Al seu retorn a Jerusalem el 81 aC, va començar a beure molt per combatre la malaltia que patia. El 79 aC va creuar el Jordà i va assetjar Ragaba (avui Radschib) a la Gerasena, però durant el setge el mal que patia li va causar la mort l'any 76 aC. La seva dona Alexandra, de 64 anys, va assolir les regnes del poder i es va decantar cap als fariseus.